# Criminal (fumetto)
Criminal è un'opera a fumetti di genere noir creata da Ed Brubaker e Sean Phillips. Si compone di 4 serie di, rispettivamente 10, 7, 5 e 4 albi ciascuna, pubblicate tra il 2006 e il 2011 dall'etichetta Icon Comics, di proprietà della Marvel Comics.

## Trama
Il primo volume è incentrato sulla figura di Leo, rapinatore che pianifica attentamente ogni colpo; quando però sono in ballo 5 milioni di dollari ragionare diventa molto difficile. Il secondo volume narra di Tracy Lawless che, reduce dall'esercito, si imbarca in un viaggio per vendicare suo fratello Rick, ricadendo però in un vortice di violenza persino peggiore dei campi di battaglia.

## Produzione
I primi anni duemila sono uno dei periodi più interessanti dal punto di vista creativo per la Marvel con la creazione, tra l'altro, dell'Icon Comics, erede della storica Epic Comics e risposta editoriale alla Vertigo della rivale DC Comics. Si tratta di un imprint che pubblica opere creator owned, ovvero fumetti creati da autori e artisti che ne detengono i diritti e il pieno controllo creativo. Vengono esclusivamente distribuite tramite il Direct Market. Tra le pubblicazioni più acclamate dalla critica vi è Criminal che ottiene un Eisner Award nel 2007 come miglior nuova serie dell'anno (o Best New Series in original). Dal 2015 Criminal passa alla Image Comics, che ne pubblica due albi speciali (tra il 2015 e il 2016).